# ダンブルアンプ

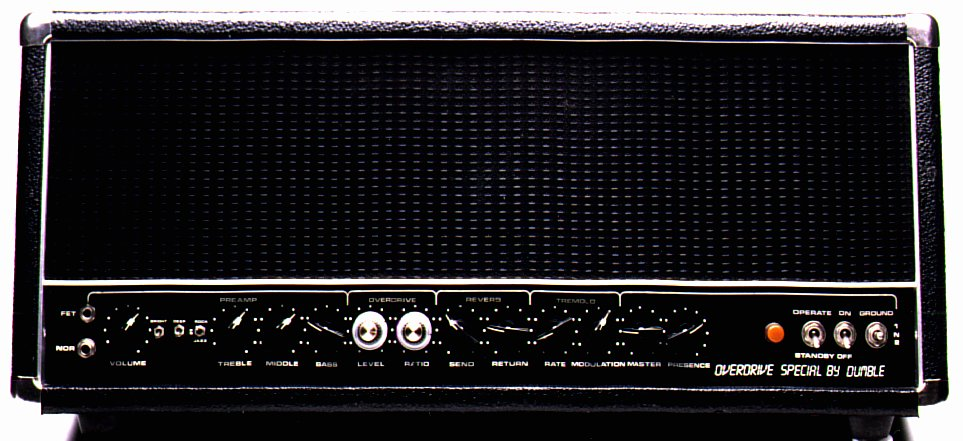
オーバードライブスペシャル

ダンブルアンプとは、米国人エンジニア、アレクサンダー・ハワード・ダンブル（Alexander Howard Dumble, 1944年6月1日～2022年1月16日)）がカスタムメイドで製作するエレクトリック・ギター用アンプ。
新品の一般小売はされておらず、既にオーナーとなっているミュージシャンの紹介による直接オーダーしか入手方法が無い。そのため中古市場で稀に取引される場合、非常に高額（2011年の記録によると$70,000～$150,000）となっている。